# Российский физиологический журнал имени И. М. Сеченова

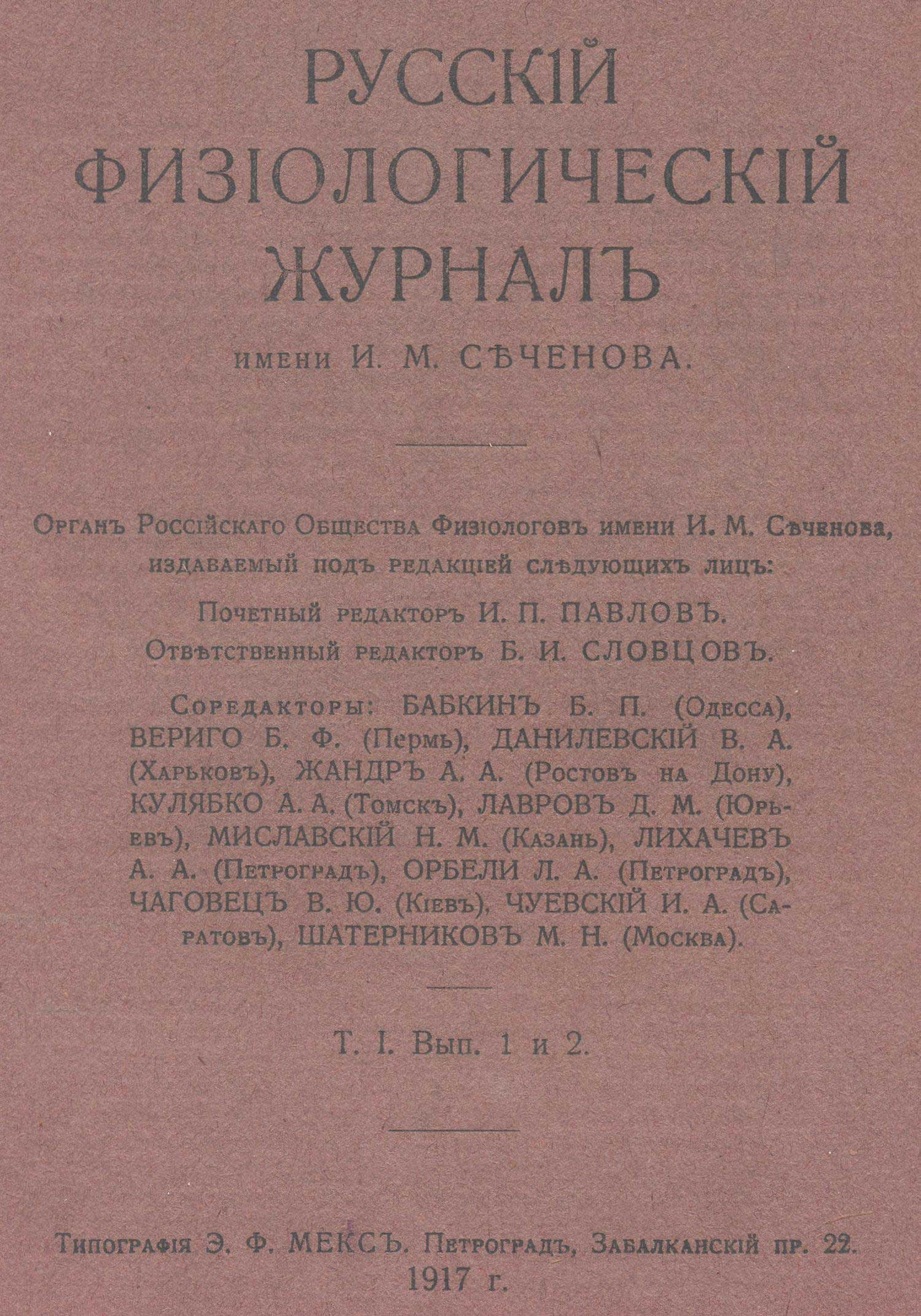
Русский физиологический журнал имени И. М. Сеченова. 1917. № 1-2.

Российский физиологический журнал им. И. М. Сеченова — научный журнал Российской академии наук.
Часть статей из Российского физиологического журнала им. И. М. Сеченова переводится и публикуется в журнале Neuroscience and Behavioral Physiology. Первый номер Русского физиологического журнала им. И. М. Сеченова вышел в 1917 году после проведения Первого съезда российских физиологов под редакцией почетного редактора И. П. Павлова, ответственного редактора Б. И. Словцова, и соредакторов: Б. П. Бабкин (Одесса), Б. Ф. Вериго (Пермь), В. Я. Данилевский (Харьков), А. А. Жандр (Ростов-на-Дону), А. А. Кулябко (Томск), Д. М. Лавров (Юрьев, ныне Тарту), Н. А. Миславский (Казань), А. А. Лихачев (Петроград), Л. А. Орбели (Петроград), В. Ю. Чаговец (Киев), И. А. Чуевский (Саратов), М. Н. Шатерников (Москва)
В настоящее время в журнале публикуются экспериментальные, теоретические и обзорные статьи по широкому спектру проблем физиологии. Журнал является рецензируемым, включен в Список ВАК для опубликования работ соискателей ученых степеней. С 2010 года входит в систему РИНЦ (импакт-фактор РИНЦ 2017: 0,566).

## История создания
На XI съезде русских врачей в память Н. И. Пирогова (21-28 апреля 1910 года) директор Женского медицинского института, профессор физиологической химии С. С. Салазкин внёс официальное предложение об учреждении в России Общества физиологов им. И. М. Сеченова и необходимости создания физиологического журнала на иностранном языке. После чего на съезде было принято решение о созыве учредительного съезда русских физиологов с целью принятия постановления об организации периодических съездов русских физиологов в память И. М. Сеченова и об издании журнала русских физиологов на иностранном языке.
Запланированное собрание состоялось только 14 ноября 1914 года под председательством профессора С. М. Лукьянова в помещении Петроградского женского медицинского института. На собрании обсуждались два документа: «Проект устава общества российских биологов им. И. М. Сеченова» и «Положение к проекту Русского биологического журнала им. И. М. Сеченова».
8 марта 1916 года комиссия подала прошение министру внутренних дел об утверждении устава общества русских физиологов им. И. М. Сеченова. 28 марта 1916 г. И. П. Павлов подал докладную записку в Министерство народного просвещения с просьбой утвердить устав Общества русских физиологов имени И. М. Сеченова и положение о Физиологическом журнале, а также о назначении субсидий на его издание.
16 ноября 1916 года Совет министров утвердил устав Общества и только 26 января 1917 года Министерство внутренних дел приняло разрешительное постановление о проведении Первого съезда российских физиологов 6—8 апреля 1917 года в Петрограде. На съезде были приняты основные положения о «Русском физиологическом журнале имени И. М. Сеченова», согласно которым в журнале должны печататься не только научные статьи, но и резюме научных сообщений очередных съездов Общества, а также было предложено создать отдельный раздел для публикаций статей с описанием оригинальных физиологических методик.

## История переименований
С 1917 по 1932 г. — Русский физиологический журнал им. И. М. Сеченова
С 1932 по 1991 г. — Физиологический журнал СССР
С 1992 по 1995 г. — Физиологический журнал им. И. М. Сеченова
С 1996 г. и по сей день — Российский физиологический журнал им. И. М. Сеченова (Russian Journal of Physiology)

## Рубрики
- Нейронауки
- Общая физиология
- Интегративная физиология
- Физиология висцеральной системы
- Физиология двигательной системы
- Клиническая физиология
- Молекулярная физиология
- Клеточная физиология